# Masinisa
Masinisa (tudi Masinissa in Massinissa), numidijski kralj, * okoli 240 pr. n. št., † 148 pr. n. št.
Bil je sin poglavarja numidijskega plemena Masilijev. Odrasel je v Kartagini. V začetku se je z Kartažani boril proti Rimljanom, ko pa je Rim začel zmagovati je zapustil Kartažane in se pridružil Rimljanom. Pozneje je sodeloval v rimskem pohodu nad Afriko. V bitki pri Zami je poveljeval desnemu krilu rimske konjenice. 
Premagal je tekmeca kralja numidijskega plemena Masesilijev Sifaksa  in s tem zavladal vzhodni in zahodni Numidiji. 
Želel je ustvariti enotno numidijsko državo, zato je uvedel številne reforme. Začeli so se spori s Kartagino in tako se je začela 3. punska vojna, s katero se sam ni strinjal. Umrl je v začetkih vojne, nasledili so pa so ga njegovi trije sinovi.
Glej tudi: Druga punska vojna
1. 1 2 3  Dictionary of African Biography — NYC: OUP, 2012.
2. 1 2  Любкер Ф. Masinissa // Реальный словарь классических древностей по Любкеру — Sankt Peterburg.: Общество классической филологии и педагогики, 1885. — С. 835-836.
3. ↑  Масинисса // Энциклопедический словарь — Sankt Peterburg.: Брокгауз — Ефрон, 1896. — Т. XVIIIа. — С. 715.